# Darunawir
Darunawir (łac. darunavirum) – wielofunkcyjny organiczny związek chemiczny, inhibitor proteaz, lek stosowany w leczeniu zakażeń ludzkim wirusem niedoboru odporności. 

## Mechanizm działania
Darunawir poprzez zablokowanie proteazy HIV-1 powoduje uwalnianie niedojrzałych postaci ludzkiego wirusa niedoboru odporności, które są niezakaźne. 

## Zastosowanie
Jest przeznaczony do leczenia zakażeń ludzkim wirusem niedoboru odporności (HIV-1) jednocześnie z innymi przeciwretrowirusowymi produktami leczniczymi u dorosłych pacjentów wcześniej intensywnie leczonych lekami przeciwretrowirusowymi, u których leczenie z użyciem więcej niż jednego schematu leczenia zawierającego inhibitor proteazy (PI) nie przyniosło rezultatów. Jest stosowany wyłącznie w połączeniu z rytonawirem.
Znajduje się na wzorcowej liście podstawowych leków Światowej Organizacji Zdrowia (WHO Model Lists of Essential Medicines) (2017).
Jest dopuszczony do obrotu w Polsce (2018).

## Działania niepożądane
Może powodować następujące działania niepożądane u ponad 1% pacjentów: ból głowy, wymioty, biegunka, nudności, ból brzucha, zwiększona aktywność amylazy we krwi, wysypka, zmęczenie, zwiększenie aktywności enzymów wątrobowych, hiperlipidemia.